# 张贻惠 (1907年)
张贻惠（1907年—？），笔名张剑声，男，福建福州人，中国语言学家，曾任福建师范大学中文系教授。著有《古汉语语法》等。